# Назукин, Иван Андреевич
Иван Андреевич Назукин (1892—1920) — советский и партийный деятель, один из руководителей большевистского подполья в годы Гражданской войны (1917—1922) в Крыму. Участник VI Всероссийского съезда Советов. Народный комиссар просвещения Крымской ССР. Расстрелян белыми.

## Биография
Родился 6 января 1892 года на Урале в деревне Титково, вблизи поселка Пожва Усольского уезда, сын крестьянина. Окончил двухклассное училище в Пожве. С юных лет работал кузнецом на Елизавето-Пожвинском механическом заводе. Позднее с родителями переехал в Вятку.

### В Российском императорском флоте

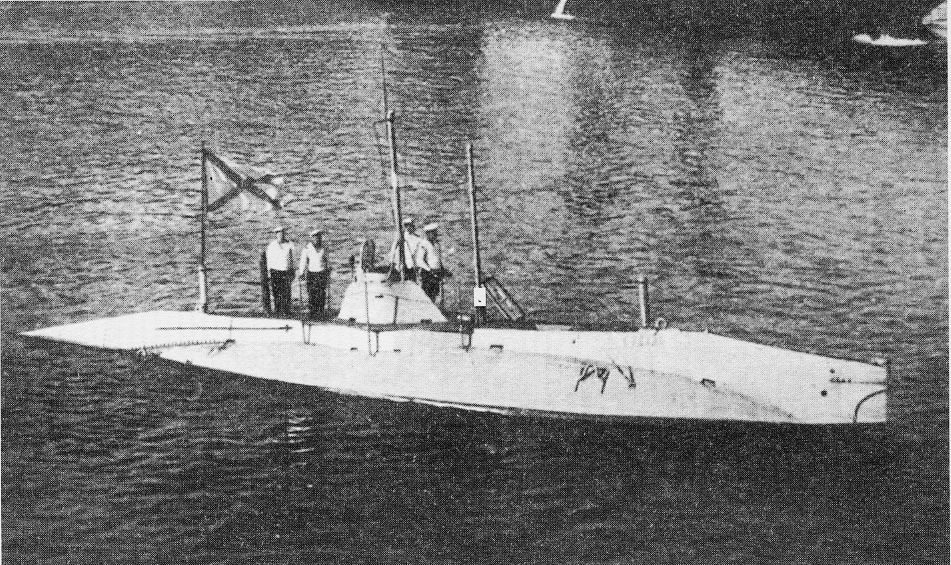
Подводная лодка «Судак» проекта Сом. Построена в 1907, модернизирована в 1909 году. Базировалась в Балаклаве.

Призван на воинскую службу на флот в Кронштадт. Матрос. В 1913 году с Балтийского флота переведён на Чёрное море в школу рулевых подводного плавания Подводных сил Черноморского флота. Находился в экипаже подводной лодки «Судак» 1907 года постройки, которая базировалась в Балаклаве.

### В революционных органах власти
После установления в городе советской власти 18 декабря 1917 году возглавил революционный комитет Балаклавы, в январе 1918 года — комитет РСДРП(б), затем Совет военных, рабочих и крестьянских депутатов Балаклавы. Тяжело заболел, летом-осенью 1918 для поправки побывал на родине, в Усольском уезде, стал членом Пожвинского волостного исполкома. Содействовал национализации заводов князя С. Е. Львова, организовал отряд Красной гвардии. От Усольского уезда И. Назукин избирается депутатом на VI Всероссийский съезд Советов 6—9 ноября 1918. Вошёл в состав ВЦИК РСФСР. После оккупации города кайзеровскими войсками весной 1918 года и дальнейшей оккупации Антанты с ноября 1918 года возглавил подпольную работу в Балаклаве.

С освобождением полуострова в 1919 году работал в Крымском рабоче-крестьянском правительстве КрССР, возглавляемым Д. И. Ульяновым, был народным комиссаром просвещения (апрель-июнь 1919 года). С будущим лауреатом Сталинской премии, писателем К. А. Тренёвым, в то время заведующим школьным отделом комиссариате, они организовывали школы, подбирали учителей. Обсуждался вопрос об возобновлении работы университета в Симферополе.

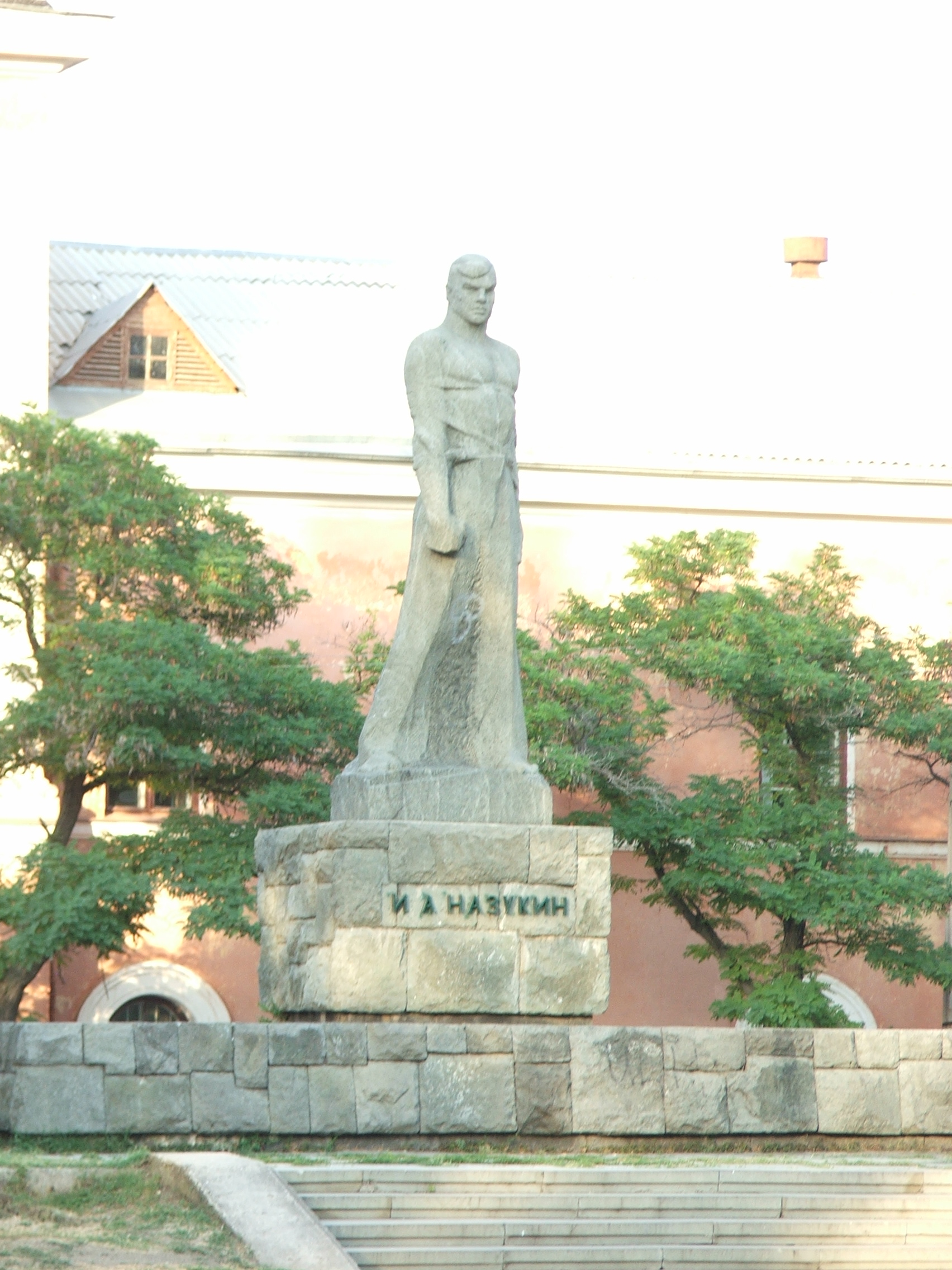
Памятник Назукину в Феодосии

### Переход в подполье и гибель
Летом 1919 года, когда в Крым вошла Добровольческая армия Деникина, возглавил подпольную работу в Феодосии в должности председателя Феодосийского революционного комитета, готовил вооруженный мятеж. Официально работал делопроизводителем в правлении союза металлистов под именем Алексея Алексеевича Андреева. При его участии создаются партийные группы и боевые отряды на станции Сарыголь, в Феодосийском порту и на мельнице Ляцкого. Подпольщики вели разведывательную работу, осуществили несколько крупных диверсий в тылу врага. Опытный организатор, И. А. Назукин много времени уделял агитации среди солдат деникинской армии. Солдаты некоторых частей гарнизона должны были сыграть решающую роль в вооруженном восстании против белогвардейцев. Предполагалось разоружить гарнизон и, захватив Феодосию, создать ударный отряд для выхода на соединение с частями Красной Армии в районе Арабатской стрелки. Войти в Крым через Перекоп и Сиваш красным в это время не удавалось из-за подвижной обороны генерала Я. А. Слащёва. По полученной от внедрённого в организацию деникинского агента информации Назукин был арестован контрразведкой ВСЮР и в ночь на 24 февраля 1920 года (по данным на могиле — 6 марта) расстрелян в числе 28 других подпольщиков.

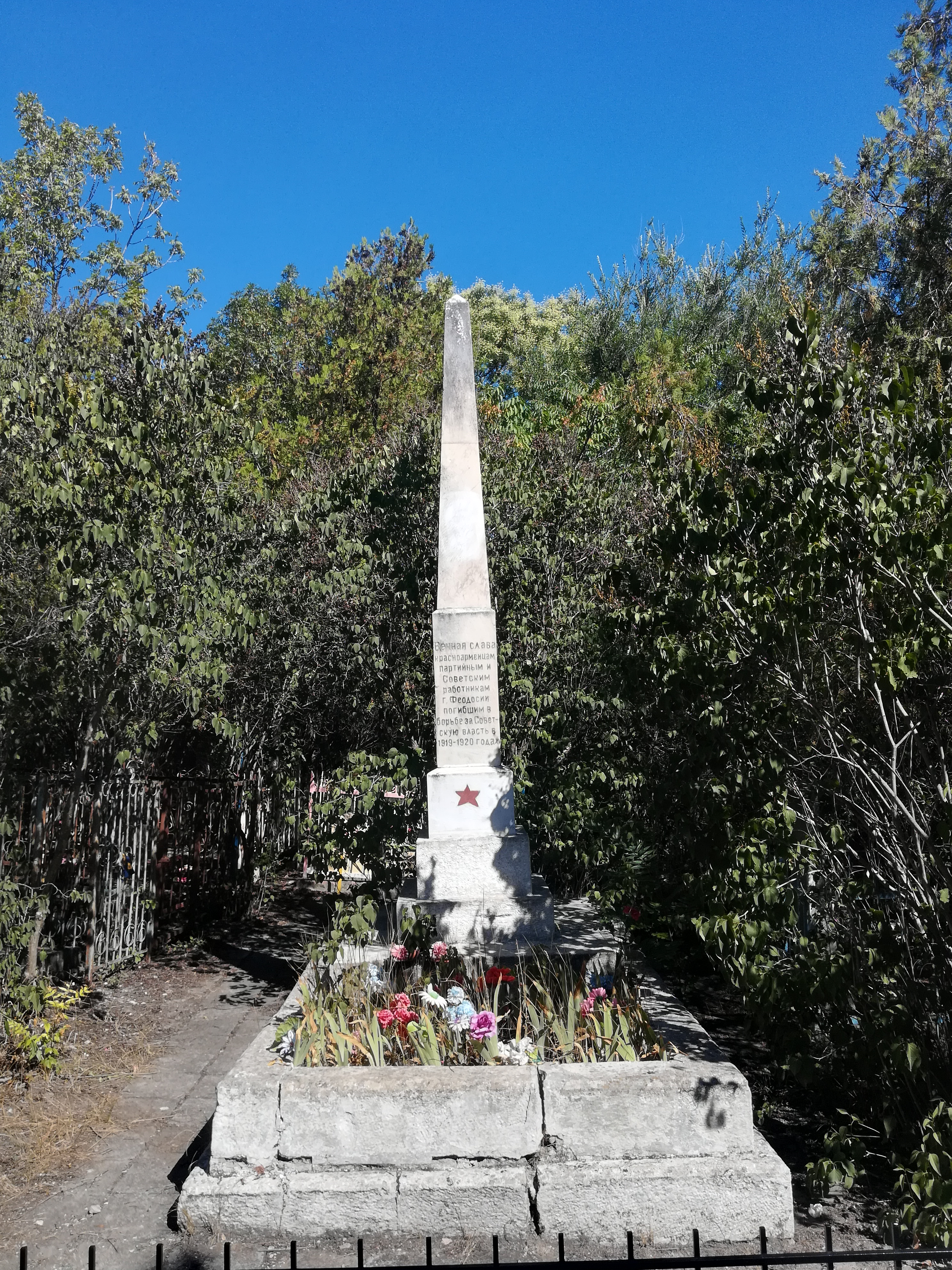
Братская могила красногвардейцев на Старом кладбище в Феодосии

Похоронен в братской могиле на Старом кладбище в Феодосии.

## В культуре
- В известной пьесе К. А. Тренёва «Любовь Яровая» (1926) прообразом одного из главных героев, комиссара Кошкина, является матрос с подводной лодки «Судак», большевик Иван Андреевич Назукин[4].
- По одной из версий стихотворение М. А. Волошина «Матрос» посвящено И. А. Назукину[6].

## Память
- На его родине вышла биография — Семин Г. И. «Герой гражданской войны Иван Назукин» (серия Замечательные люди Прикамья) Пермь: Кн. изд-во, 1962. — 61 с.[1]
- В честь И. Назукина названа главная набережная в Балаклаве, имеется памятный барельеф[7].
- В Феодосии имя Назукина носит улица, а на ул. Горького установлен памятник И. А. Назукину, (скульпторы В. В. Петренко, В. З. Замеховский)  Объект культурного наследия народов РФ регионального значения. Рег. № 911710934950005 (ЕГРОКН).

Торжественное открытие памятника состоялось 16 декабря 1980 года в день празднования 60-й годовщины победы Красной Армии в Крыму над силами белогвардейцев. Этот памятник установлен на том же месте, где до Октябрьской революции 1917 года стоял памятник Александру Третьему. Выполнен из диорита с Южного берега Крыма.
- Монумент установлен на месте его захоронения в братской могиле Старого кладбища Феодосии.
- Памятник И. Назукину, скульптор А. С. Старков, установлен во дворе СОШ № 1 поселка Пожва.
- Имя «Иван Назукин» получил построенный в 1973 году прогулочный теплоход типа «Радуга» 485М3 (2-я серии) феодосийского порта[8]